# Jonathan D. Morris
Jonathan David Morris (* 8. Oktober 1804 in Columbia, Hamilton County, Ohio; † 16. Mai 1875 in Connersville, Indiana) war ein US-amerikanischer Politiker. Zwischen 1847 und 1851 vertrat er den Bundesstaat Ohio im US-Repräsentantenhaus.

## Werdegang
Jonathan Morris war der Sohn von US-Senator Thomas Morris (1776–1844) und der ältere Bruder des Kongressabgeordneten Isaac N. Morris (1812–1879). Er besuchte die öffentlichen Schulen seiner Heimat. Nach einem anschließenden Jurastudium und seiner Zulassung als Rechtsanwalt begann er in Batavia in diesem Beruf zu arbeiten. Außerdem war er bei der Gerichtsverwaltung im Clermont County angestellt. Gleichzeitig schlug er als Mitglied der Demokratischen Partei eine politische Laufbahn ein.
Bei den Kongresswahlen des Jahres 1846 wurde Morris im siebten Wahlbezirk von Ohio in das US-Repräsentantenhaus in Washington, D.C. gewählt, wo er am 4. März 1847 die Nachfolge von Joseph J. McDowell antrat. Nach einer Wiederwahl konnte er bis zum 3. März 1851 zwei Legislaturperioden im Kongress absolvieren. Diese waren anfangs noch von den Ereignissen des Mexikanisch-Amerikanischen Krieges geprägt. Die Zeit nach dem Krieg war von den Diskussionen um die Frage der Sklaverei bestimmt. Im Jahr 1850 wurde der von US-Senator Henry Clay eingebrachte Kompromiss von 1850 verabschiedet.
Nach dem Ende seiner Zeit im US-Repräsentantenhaus ist Jonathan Morris politisch nicht mehr in Erscheinung getreten. Er starb am 16. Mai 1875 in Connersville und wurde in Batavia beigesetzt.